# Zbigniew Oleśnicki (prymas)

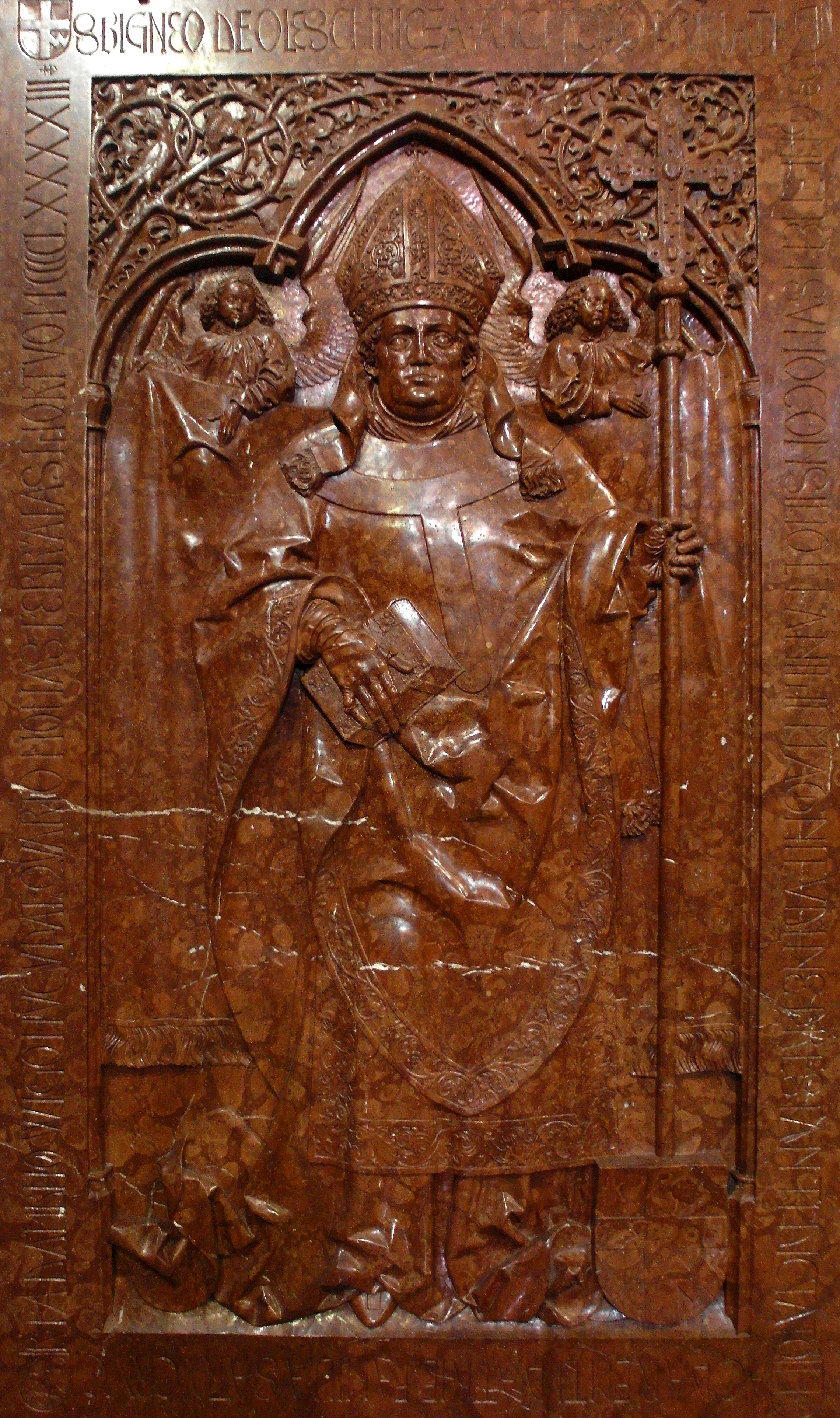
Płyta nagrobna arcybiskupa Zbigniewa Oleśnickiego, dłuta Wita Stwosza w katedrze gnieźnieńskiej

Zbigniew Oleśnicki herbu Dębno (ur. 1430, zm. 2 lutego 1493) – arcybiskup gnieźnieński i prymas Polski od 1481, gubernator Prus (capitaneus Prussiae Generalis), biskup kujawski, podkanclerzy koronny od 1473, sekretarz królewski.

## Życiorys
Był synem marszałka Królestwa Polskiego Jana Głowacza Oleśnickiego, bratankiem biskupa krakowskiego kardynała Zbigniewa Oleśnickiego. Przeniesiony na stolicę arcybiskupią w Gnieźnie z biskupstwa kujawskiego, nadal jednak zajmował się sprawami pruskimi. W czasie nieobecności w Koronie króla Kazimierza Jagiellończyka zastępował króla w sprawach państwowych. Zwoływał kilkakrotnie synody prowincjonalne celem załatwienia spraw kościelnych i podatków na wyprawy wojenne króla. Często podróżował, nieomal stale objeżdżał swoją archidiecezję. Pod koniec panowania Kazimierza pogorszyły się jego stosunki z królem, zapewne z powodu rywalizacji, jaką prowadził z biskupem krakowskim, królewiczem Fryderykiem Jagiellończykiem. Po śmierci króla stanął na czele stronnictwa piastowskiego, próbując doprowadzić do elekcji księcia mazowieckiego Janusza II. Po wyborze Jana Olbrachta, koronował go 23 września 1492 w katedrze wawelskiej. Zmarł w Łowiczu, pochowany został w katedrze gnieźnieńskiej, gdzie wzniesiono jego grobowiec z czerwonego węgierskiego marmuru wykonany przez Wita Stwosza.